# Albert Hartmann (Politiker)
Albert Hartmann (* 9. Januar 1899 in Wangen im Allgäu; † 21. Dezember 1991 in Deuchelried) war ein deutscher Landwirt und Politiker (CDU).

## Leben
Hartmann war beruflich als Landwirt in Ofings bei Ratzenried tätig. Nach dem Zweiten Weltkrieg trat er in die CDU ein, für die er von 1946 bis 1947 der Beratenden Landesversammlung und von 1947 bis 1952 dem Landtag für Württemberg-Hohenzollern angehörte. Von 1952 bis 1953 war er Mitglied der Verfassunggebenden Landesversammlung und danach bis 1956 Abgeordneter des Wahlkreises Wangen/Tettnang im Landtag von Baden-Württemberg. Des Weiteren war er Mitglied der Kreisversammlung Wangen.